# Didier Casadeï
Pour les articles homonymes, voir Casadeï.

a Compétitions nationales et continentales officielles uniquement.

b Matchs officiels uniquement.
Dernière mise à jour le 9 juin 2024.
Didier Casadei, né le 10 avril 1971 à Brive-la-Gaillarde, est un joueur français de rugby à XV, qui a joué avec l'équipe de France en 1997 et avec le CA Brive, évoluant au poste de pilier (parfois talonneur) (1,80 m pour 101 kg). De 2009 à 2019, il est entraîneur des avants du CA Brive.

## Biographie

### Carrière de joueur
Le 25 janvier 1997, il joue avec le CA Brive la finale de la Coupe d'Europe (première édition avec les clubs anglais) à l'Arms Park de Cardiff face au Leicester Tigers, les Brivistes s'imposent 28 à 9 et deviennent les deuxièmes champions d'Europe de l'histoire après le Stade toulousain en 1996. La saison suivante, il revient en finale avec le CA Brive au parc Lescure de Bordeaux face à Bath mais les Anglais s'imposent 19 à 18. Pour ces deux finales, il forme la première ligne briviste avec Laurent Travers et Richard Crespy.
En 1997, Casadeï est capé à trois reprises sous le maillot de l'équipe de France, obtenant la première d'entre elles le 15 mars contre l'Écosse, dans le cadre du Tournoi des Cinq Nations 1997 où les Français obtiendront le Grand Chelem.

### Reconversion en tant qu'entraîneur
Devenu entraîneur, il dirigea l'équipe du Racing club chalonnais, puis celle des espoirs CA Brive en 2007-2008.
À partir d'octobre 2009, à la suite du renvoi de Laurent Seigne, entraîneur du CA Brive, il devient entraîneur des avants du quinze corrézien.
En 2012, il reste entraîneur des avants du CA Brive auprès du nouvel entraîneur Nicolas Godignon. En mars 2018, Godignon est mis à l'écart et Casadeï prend alors la charge de l'équipe jusqu'à la fin de la saison. En 2018, il est conservé comme adjoint par le nouveau manager briviste Jeremy Davidson. Il quitte finalement le club en 2019.
Didier Casadéï, devient l'entraineur principal du club de Périgueux en 2020. Le Club athlétique Périgueux Dordogne est pensionnaire de Fédérale 1.
En 2021, il est nommé entraîneur des avants du Racing 92. Il rejoint l'encadrement dirigé par Laurent Travers, son ancien coéquipier au CA Brive.
En 2023, il quitte le Racing et revient au CA Périgueux désormais en Nationale, 3e division nationale.

## Carrière
| Saison      | Club         | Division  | Poste  | Classement                                                        | Coupe d'Europe         | Challenge européen            |
| ----------- | ------------ | --------- | ------ | ----------------------------------------------------------------- | ---------------------- | ----------------------------- |
| 2009 - 2010 | CA Brive     | Top 14    | Avants | 9e                                                                | Éliminé en poule       | -                             |
| 2010 - 2011 | CA Brive     | Top 14    | Avants | 12e                                                               | -                      | Éliminé en quart-de-finale    |
| 2011 - 2012 | CA Brive     | Top 14    | Avants | 13e                                                               | -                      | Éliminé en demi-finale        |
| 2012 - 2013 | CA Brive     | Pro D2    | Avants | Vainqueur de la finale d'accession au Top 14                      | -                      | -                             |
| 2013 - 2014 | CA Brive     | Top 14    | Avants | 9e                                                                | -                      | Éliminé en quart-de-finale    |
| 2014 - 2015 | CA Brive     | Top 14    | Avants | 10e                                                               | -                      | Éliminé en poule              |
| 2015 - 2016 | CA Brive     | Top 14    | Avants | 8e                                                                | -                      | Éliminé en poule              |
| 2016 - 2017 | CA Brive     | Top 14    | Avants | 8e                                                                | -                      | Éliminé en quart-de-finale    |
| 2017 - 2018 | CA Brive     | Top 14    | Avants | 14e                                                               |                        | Éliminé en quart-de-finale    |
| 2018 - 2019 | CA Brive     | Pro D2    | Avants | 1er, défaite en finale, victoire en barrage d'accession en Top 14 | -                      | -                             |
| 2021 - 2022 | Racing 92    | Top 14    | Avants | 6e, éliminé en barrages                                           | Éliminé en demi-finale | -                             |
| 2022 - 2023 | Racing 92    | Top 14    | Avants | 6e, éliminé en demi-finale                                        | Éliminé en poule       | Éliminé en huitième de finale |
| 2023 - 2024 | CA Périgueux | Nationale | -      | 7e                                                                | -                      | -                             |

## Palmarès

### En club (joueur)
Avec le CA Brive
- Championnat de France de première division :
  - Vice-champion (1) : 1996
- Challenge Yves du Manoir :
  - Vainqueur (1) : 1996
- Coupe d'Europe :
  - Vainqueur (1) : 1997
  - Finaliste (1) : 1998

Avec le SU Agen
- Challenge Yves du Manoir :
  - Vainqueur (1) : 1992

### En club (entraîneur)
- Championnat de France espoirs : (entraîneur) 
  - Vainqueur (2) : 2008 et 2009

### En équipe de France
- Grand chelem de 1997

#### Tournoi des Cinq Nations
| Édition           | Rang | Résultats France | Résultats Casadeï | Matchs Casadeï |
| ----------------- | ---- | ---------------- | ----------------- | -------------- |
| Cinq Nations 1997 | 1    | 4 v, 0 n, 0 d    | 1 v, 0 n, 0 d     | 1/4            |

Légende : v = victoire ; n = match nul ; d = défaite ; la ligne est en gras quand il y a Grand Chelem.